# Yeehaw Junction
Yeehaw Junction – jednostka osadnicza w Stanach Zjednoczonych, w stanie Floryda, w hrabstwie Osceola.